# Trigonura septemdens
Trigonura septemdens is een vliesvleugelig insect uit de familie bronswespen (Chalcididae). De wetenschappelijke naam is voor het eerst geldig gepubliceerd in 1994 door Liu.